# Pianificazione territoriale
La pianificazione territoriale una disciplina - legata all'urbanistica - che regola l'utilizzo del territorio ed organizza lo sviluppo delle attività umane svolte su di esso: proprio per questo è una disciplina che coinvolge gli aspetti geologici, architettonici, ingegneristici e produttivi di un'area. 

## Storia
La pianificazione territoriale vede la sua prima applicazione nel XIX secolo in concomitanza con l'esplosione della rivoluzione industriale. Quello che si riscontra in questo periodo è l'inizio della disciplina moderna dato che già in passato esistevano forme di pianificazione che venivano adottate per la risoluzione di problemi irrisori, di rilevanza minore. Ci sono aree, come quella Romana, della Magna Grecia, che sono ampiamente pianificate. I Romani costruirono tutte città pianificate (tranne Roma…) con due linee guida (cardo e decumano).
All'inizio della sua vicenda la società ha chiesto ai suoi tecnici oltre che di rendere più efficiente il funzionamento cinematico della macchina urbana, di risolvere due problemi essenziali: migliorare le condizioni igieniche e regolare i valori immobiliari in modo da dare certezza di lucro agli investimenti patrimoniali. Questi obiettivi erano perseguiti e raggiunti in modi differenziati nelle diverse parti della città, con una vera zonizzazione sociale: qui ricchi e potenti, là i benestanti, altrove gli operai. I risultati delle lotte sociali e i margini di ricchezza consentiti dallo sfruttamento (in patria e nelle colonie) condussero al manifestarsi di altri obiettivi.
A partire dalle proposte degli utopisti sul finire del XIX secolo fino alle realizzazioni dei governi e dei municipi della socialdemocrazia, diventarono obiettivi della pianificazione territoriale i diversi elementi del welfare state: l'edilizia civile a basso costo, le attrezzature sociali, sportive, assistenziali e scolastiche, i collegamenti efficienti casa lavoro. In questo quadro in Italia, riprendendo nel secondo dopoguerra alcuni dei germi gettati nei primi decenni del secolo XX e sviluppandone altri, si giunse a porre al centro della pianificazione territoriale le grandi questioni del diritto alla casa come servizio sociale e delle adeguate dotazioni di aree da destinare a spazi pubblici. Negli anni a noi più vicini si è manifestato, come nuovo obiettivo sociale quello della tutela del territorio nelle sue caratteristiche fisiche e culturali e nei suoi equilibri ecologici. Ciò ha dato luogo ad un accurato interesse sia al funzionamento della città, sia e soprattutto, alle condizioni dei territori extraurbani.
Dal 1865 al 1942, la pianificazione urbanistica e ancor più la pianificazione territoriale non ha assunto la forma di apposite normative. Infatti, le opere pubbliche venivano realizzate utilizzando lo strumento dell'esproprio così come disciplinato dalla Legge n. 2359 del 1865. Il procedimento generale previsto in origine da tale legge concerneva le sole opere pubbliche di competenza statale, ad esclusione di altre forme di espropriazione (quelle riguardanti ad esempio l'imposizione di servitù militari, miniera, edilizia privata, ecc.
Anche successivamente, tuttavia, la pianificazione del territorio è rimasta un'attività principalmente svolta (controllo) dal settore della pubblica amministrazione (Consigli Regionali - Consigli Comunali). Tali settori tipicamente si muovono ottemperando al dettato legislativo. La legge che in Italia, ancor oggi (2024), sovraintende la pianificazione del territorio e/o urbanistica è la legge 17 agosto 1942, n. 1150. È entrata quindi in vigore prima della nascita della Repubblica italiana, e ha rappresentato un'evoluzione rispetto allo strumento del mero esproprio, esistente in precedenza. Dal 1942 essa ha subìto molteplici aggiornamenti, che non ne hanno modificato tuttavia gli assunti di base.
Nel frattempo, con l'attuazione delle Regioni nei primi anni Settanta, la pianificazione del territorio è divenuta competenza delle singole Regioni. Ognuna di esse si è dotata di una propria legge urbanistica-territoriale. Inoltre, a cavallo del 1995 e 2005 molte Regioni hanno assunto procedure di pianificazione del territorio, varando nuove leggi per governare la trasformazione territoriale, assai diverse dall'impianto della Legge Nazionale 1150/1942. In altri termini si sono uniformate da un lato alla cosiddetta pianificazione strategica, e dall'altro alle indicazioni della Unione europea (UE) onde poter accedere ai finanziamenti stanziati ed alle direttive emesse dalla Commissione UE (v. Fondi strutturali).
Ma mentre nei paesi anglosassoni esisteva una tradizione verso il land use planning, in Italia lo studio della città e del territorio è sempre stato collegato prioritariamente all'urbanistica. Solo dagli anni settanta, con la messa in atto del decentramento regionale, in Italia si inizia a porre la necessaria attenzione alle dinamiche della trasformazione territoriale extra-urbana, specificando un autonomo approccio disciplinare verso la pianificazione del territorio.
La conoscenza delle caratteristiche dei sistemi territoriali è il punto di partenza per un corretto uso delle sue componenti, che hanno trovato una sintesi secondo i principi dello sviluppo sostenibile, proposto dal Rapporto della Brundtland finanziato e pubblicato dall'ONU nel 1987 e sostenuto da oltre centocinquanta paesi aderenti.
Nel nuovo approccio cosiddetto strategico le nuove normative devono contemplare e organicamente programmare tutti i nuovi settori che negli anni 2000 sono divenuti centrali anche nella pianificazione del territorio. Da un lato il nuovo ruolo delle questioni ambientali, soprattutto in ottemperanza alle direttive UE sulla Valutazione di Impatto ambientale (VIA) del 1985 e quelle della Valutazione ambientale strategica (VAS) divenuta operativa nei paesi UE nel 2004 che dovrebbero integrare approcci verso una pianificazione del territorio sempre più sostenibile, soprattutto con l'introduzione nella pianificazione territoriale della cartografia digitalizzata e le banche dati, tramite i Geographic Information System, (GIS o SIT).
Il dibattito è in continua evoluzione, anche a seguito della modifica del Titolo V della Costituzione Italiana (2001) che ha attribuito competenze esclusive allo Stato per la tutela dell'ambiente e alle regioni per la materia Urbanistica. La Pianificazione del territorio dipende sia dallo Stato che dalla Regione. In particolare le Regioni Toscana, Emilia-Romagna, Lombardia, Piemonte e Veneto, a cavallo del 2000 si sono già uniformate alle nuove esigenze, ora richiamate (contengono esplicite sezioni che si riferiscono alla VIA, alla VAS e ai GIS), approvando proprie e specifiche normative per la pianificazione del territorio.

## Descrizione e attività
Fanno parte della pianificazione territoriale l'insieme degli strumenti mediante i quali lo Stato si sforza di ripartire geograficamente la popolazione e le attività economiche, per rendere più omogeneo il territorio, accelerarne o regolarne lo sviluppo, o ancora migliorare la posizione di un'area nel gioco della concorrenza internazionale. Anche il semplice tracciamento delle vie di comunicazione, così come le grandi opere pubbliche, hanno infatti ripercussioni sulla strutturazione della vita economica: la visione unitaria delle strutture urbane nel contesto delle reti stradali, dei sistemi produttivi e/o abitativi, nonché dei valori ambientali distribuiti anche al loro esterno, determina l'approccio analitico tipico della pianificazione territoriale. I principi che ispirano le moderne teorie della pianificazione devono seguire linee progettuali coerenti con i principi di sviluppo sostenibile e di tutela dell'ambiente, sia nel tentativo di porre un freno all'antropizzazione, la cui espansione frenetica è capace di trasformare in modo irreversibile i sistemi naturali, sia nel tentativo di migliorare la qualità di vita delle generazioni presenti e future. L'informazione, il dialogo, la valutazione e la decisione costituiscono i fondamenti della pianificazione territoriale. L'analisi di tali forme di conoscenza e l'utilizzo delle migliori tecnologie informatiche, la cui tecnica permette di agevolare l'elaborazione dell'informazione e di ottimizzazione i metodi di valutazione e i criteri di scelta, consentiranno di conseguire le migliori soluzioni tecniche e progettuali al fine di raggiungere gli obiettivi desiderati.
La pianificazione territoriale si occupa anche di studiare e regolamentare i processi di gestione del territorio e di valutarne le conseguenti dinamiche evolutive, è l'attività attraverso la quale si definiscono gli assetti complessivi dell'ambiente: rappresenta uno degli strumenti funzionali all'analisi e alla valutazione degli effetti che specifiche azioni progettuali possono avere sul territorio ed ha lo scopo di arginare e regolare fenomeni quali lo sfruttamento delle risorse naturali o una crescita economica e tecnologica disorganizzata o non regolamentata. Una buona pianificazione può essere descritta come quell'insieme di azioni programmate, volte ad affrontare e risolvere i problemi reali, attraverso delle scelte progettuali disegnate su strategie partecipative e basate sulla consapevolezza dell'incertezza di controllare gli eventi futuri. Il labile equilibrio di coesistenza tra dinamiche antropiche e il sistema ambientale, hanno fatto sì che i processi di trasformazione territoriale siano diventati oggetto di interesse scientifico e abbiano assunto notevole rilevanza politica.

## La pianificazione urbanistica e territoriale
Per la corretta gestione dello spazio, entro cui vive ed opera la popolazione con le sue specifiche dinamiche e il tessuto produttivo, è necessario disporre di una serie di strumenti programmatici di natura concettuale, normativa e tecnica.
Il territorio è un insieme complesso. Può essere paragonato a diversi tipi di matrici concettuali. Ad esempio le tre dimensioni spaziali più quella temporale, che vivono e si evolvono in stretta connessione con il tessuto sociale, produttivo ed ambientale della vita civile. L'approccio più ambientale (sostenibile) propone di assumere queste dinamiche in armonia con le leggi che regolano i processi dei rapporti ecosistemici, e con l'evoluzione stessa delle dinamiche della vita e della biodiversità.
Ciò che differenzia la pianificazione del territorio dall'urbanistica è principalmente la diversa scala spaziale di intervento. In un approccio di programmazione integrata, i molti settori che insistono nel territorio si intrecciano con la stessa sua gestione sociale e politica. Gli interventi urbanistici non sono in grado di creare correlazioni tra le discipline tradizionalmente attente ai fenomeni del vivere civile (l'economia regionale, la geografia, le analisi delle politiche pubbliche, la programmazione economica). L'approccio teorico-programmatico della pianificazione del territorio, viceversa, riesce ad integrare questi vari aspetti, consentendo una governance della vita civile, sociale ed economica secondo un'ottica di sviluppo sostenibile.
Anche se l'urbanistica si interessa prioritariamente dello spazio urbano e la pianificazione territoriale si interessa dell'area vasta, entrambe le discipline procedono con metodi di programmazione tesi a definire piani accurati rispettivamente di progettazione, approvazione e realizzazione. I processi della pianificazione urbanistica e del territorio si articolano in molte fasi decisionali. Alcune di queste riguardano il disegno fisico e spaziale del territorio, altre, altrettanto importanti, sono volte a permettere che gli stanziamenti economici devoluti ai cosiddetti servizi per la popolazione (scuola, abitazioni, trasporti, tempo libero, ecc.) possano realizzarsi concretamente. Tradizionalmente l'urbanistica, sino al secondo conflitto mondiale, si identificava soprattutto con i piani disegnati. Successivamente è divenuta, unitamente alla pianificazione del territorio, un insieme di regole e programmazioni non sempre vincolate solo e soltanto ai progetti disegnati ma piuttosto ad un complesso di regole di pianificazione da rispettare.
Non va inoltre dimenticato come la pianificazione urbanistica e quella territoriale siano in stretta correlazione con la pianificazione dei trasporti. I flussi di traffico stradale e la frequentazione delle linee ferroviarie derivano infatti da spostamenti generati dal sistema territoriale delle attività e delle funzioni, e dal modo con cui esso si rapporta al sistema residenziale. Una corretta pianificazione del territorio deve quindi tenere in stretta considerazione anche la situazione (corrente e di scenario) della rete dei trasporti, visto che un'analisi superficiale delle caratteristiche del territorio potrebbe portare, se non ben inserita nel contesto delle infrastrutture, ad effetti negativi sul piano del sistema dei trasporti e della congestione stradale.
Le principali funzioni e gli obiettivi della pianificazione territoriale sono:
- promuovere un ordinato sviluppo del territorio;
- assicurare che i processi di trasformazione siano compatibili con la sicurezza e la tutela dell'integrità fisica e con l'identità culturale del territorio;
- migliorare la qualità della vita e la salubrità degli insediamenti umani;
- ridurre la pressione degli insediamenti sui sistemi naturali e ambientali (interventi di riduzione e mitigazione degli impatti);
- promuovere il miglioramento della qualità ambientale architettonica e sociale del territorio urbano;
- prevedere il consumo di nuovo territorio solo quando non sussistano alternative.

Il processo di pianificazione si articola nei seguenti passaggi:
- individuazione degli obiettivi generali di sviluppo economico e sociale, di tutela e riequilibrio del territorio;
- formazione di un quadro conoscitivo (QC);
- determinazione delle azioni idonee alla realizzazione degli obiettivi individuati;
- regolamentazione degli interventi e programmazione della loro attuazione;
- monitoraggio e bilancio degli effetti sul territorio conseguenti all'attuazione dei piani.

## Livello e tipologia degli strumenti urbanistici in Italia
Gli strumenti operativi della pianificazione urbanistica sono i cosiddetti strumenti urbanistici, distinguibili per livello gerarchico, tipologia e funzionalità. In Italia prendono avvio con la promulgazione della legge 17 agosto 1942 n.1150. La sua pianificazione urbanistica è gerarchicamente ordinata su tre livelli: regionale (Piani territoriali), provinciale (Piani sovracomunali) e comunale (Piani regolatori generali o PRG). Di questi, quello che ha ricevuto una diffusa applicazione è quello comunale (PRG). La legge 1150/1942, che si muove su scala nazionale, da tempo è in attesa di una riforma, che per ora non riesce ad essere approvata. Viceversa dal 1942 ad oggi sono state promulgate numerose leggi di supporto per argomenti specifici (Edilizia popolare, Standard, ecc.) che tuttavia non hanno modificato il suo ruolo quadro. Di queste si possono ricordare, rispettivamente, le seguenti leggi: 167/1962; 765/67; 865/71; 10/77; 142/90. 
Inoltre, con l'avvento del Governo delle Regioni nel 1972, la materia dell'edilizia e del territorio passa da una gestione centrale a quella regionale, ed infatti ogni Regione inizia a dotarsi di proprie normative per i vari settori dell'edilizia, dell'urbanistica e del territorio. Con il passare del tempo, nel dibattito del governo delle città e del territorio in genere sono apparse anche altre tematiche che originariamente non erano prioritarie all'interno della Legge 1150/1942, definita Legge urbanistica nazionale (LUN). Queste tematiche si riferiscono principalmente, ma non solo, ai settori della tutela del paesaggio e della difesa dell'ambiente, che ricevono un impulso sempre più importante e che si sintetizza nell'approccio della sostenibilità.
Di seguito si espongono sommariamente le principali tipologie degli strumenti urbanistici, generati dalla LUN (1150/1942) e dalle altre leggi ora ricordate. In particolare i Piani paesisitici derivano sia dalla legge n. 1497 del 1939, quindi precedente la 1150 del 1942 sia del cosiddetto decreto Galasso e relativi galassini (ciascuno per ogni Regione) che sono divenuti la Legge n.431 dell'8 agosto 1985.

### Il Piano Territoriale di Coordinamento (P.T.C.)
Il P.T.C. coinvolge vasti territori ed è perciò il piano più ampio e complesso. Raccoglie, coordina e rende efficienti i programmi nei vari settori dell'iniziativa pubblica e privata nonché quello di promuovere lo sviluppo di nuove attività nel territorio cui il piano si riferisce. Viene introdotto dalla legge urbanistica del 1942, durante il regime fascista da sempre opposto a ogni forma di decentramento amministrativo tuttavia, come altri strumenti urbanistici, non trova attuazione immediata a causa delle note vicende belliche nelle quali l'Italia è coinvolta. A partire dal 1945, in Italia, cominciano ad affermarsi i princìpi della pianificazione urbanistica già presenti nelle nazioni occidentali e prende corpo una linea favorevole al P.T.C. sostenuta dal Ministero dei Lavori Pubblici. 
A metà degli anni sessanta l'Istituto Nazionale di Urbanistica (I.N.U.) presenta il Codice dell'Urbanistica, che però
non soddisfa le esigenze della pianificazione territoriale fino agli anni settanta, quando si ha l'istituzione delle Regioni a statuto ordinario. Il compito di promuovere il P.T.C., inizialmente dello Stato, è stato delegato alle Regioni per poi passare alle Province con la legge 8-6-1990 n.142 sull'ordinamento delle autonomie locali, il P.T.C. interesserà porzioni di territorio regionale (comprensori). Infine vi è da notare che negli anni Ottanta la legge Galasso (l.n. 431/1985) propone una forma particolare di pianificazione territoriale che ha per fine la tutela dei valori paesistici ed ambientali. È, in sostanza, il recupero e l'aggiornamento dei piani paesistici istituiti nel lontano 1939 con la legge n. 1497 sulla tutela delle bellezze naturali.
La L.U.N. (Legge Urbanistica Nazionale) del 1942 pur non precisando l'estensione minima del P.T.C. lasciava intendere che avrebbe dovuto coinvolgere più Comuni. La dimensione più adottata è stata quella regionale; non tanto un territorio delimitato da precisi confini amministrativi, quanto piuttosto un ambito geografico. In seguito l'ambito geografico si è identificato con i comprensori e, dopo l'entrata in vigore della succitata l.n.142/1990 con la Provincia e, nel caso delle grandi città, con le cosiddette aree metropolitane.
L'articolo 20 del Testo unico degli enti locali (d. lgs. 267/2000) detta disposizioni riguardanti i PTC. In particolare, il comma 2 sancisce che "la provincia omissis predispone ed adotta il piano territoriale di coordinamento".
Il contenuto del P.T.C.
Il contenuto di un P.T.C. si suddivide nei seguenti settori di analisi e progettazione destinati a diventare progetti grafici completi di norme regolamentari:
- le zone di lavoro e di produzione (il P.T.C. programma le condizioni urbanistiche più favorevoli per gli insediamenti agricoli, industriali, commerciali, turistici);
- gli insediamenti urbani e rurali (le residenze devono essere distribuite in relazione ai centri di lavoro e di produzione);
- le zone paesistiche e le attrezzature per lo svago e il riposo (lo scopo è quello di migliorare la qualità dell'ambiente in cui l'uomo vive e lavora);
- i servizi e le attrezzature sociali (strutture sanitarie e scolastiche, parchi urbani e territoriali);
- la rete delle comunicazioni e dei trasporti.

Iter di formazione del P.T.C.
Ogni Regione ha disciplinato con leggi proprie la formazione e l'approvazione del P.T.C. sulla base dei criteri dettati dalla legge urbanistica nazionale. In seguito all'entrata in vigore della 142/1990 la predisposizione e l'adozione del P.T.C. è affidata alla Provincia mentre l'approvazione è riservata alla Regione.
In generale la procedura di formazione di un P.T.C. è la seguente:
- fase conoscitiva, durante la quale si studiano le caratteristiche dominanti del territorio (localizzazione popolazione, attività economiche, mobilità persone, interazioni fra aree, ecc);
- fase pre-progettuale, che comprende l'analisi dei problemi e la definizione degli obiettivi di assetto territoriale, la formazione di alternative di assetto, la scelta dell'alternativa più valida;
- fase progettuale, durante la quale si quantificano le risorse economiche e finanziarie disponibili e si disegna il progetto di piano con le norme di attuazione.

Possiamo anche parlare di Piano Territoriale di Coordinamento Provinciale (P.T.C.P.) il quale,
è lo strumento di pianificazione che definisce l'assetto del territorio con riferimento agli interessi sovracomunali, articolando sul territorio provinciale le linee di azione della programmazione regionale.
Esso:
- recepisce gli interventi definiti a livello nazionale e regionale;
- individua ipotesi di sviluppo dell'area provinciale, prospettando le conseguenti linee di assetto e utilizzazione del territorio;
- definisce i criteri per la localizzazione e il dimensionamento di strutture e servizi di interesse provinciale e sovracomunale;
- definisce le caratteristiche di vulnerabilità, criticità e potenzialità dei sistemi naturali ed antropici e le tutele paesaggistico-ambientali;
- definisce i bilanci delle risorse territoriali ed ambientali, i criteri e le soglie del loro uso.

### I Piani Territoriali Paesaggistici (P.T.P.)
I P.T.P. sono strumenti urbanistici di livello territoriale contenenti prescrizioni per un armonioso sviluppo di intere zone che si vogliono tutelare per loro particolare bellezza. Ai fini della loro conservazione non è tanto necessario evitare le modifiche, quanto disciplinarle con criteri razionali ed estetici. Già previsti dall'articolo 5 della legge 29-6-1939 n.1497 sulla protezione delle bellezze naturali.
I P.T.P. sono stati riproposti dalla legge 8-9-1985 n.431 (legge Galasso) per la Tutela delle zone di particolare interesse ambientale, assimilando i P.T.C. recanti specifiche considerazioni dei valori paesistici e ambientali. La legge ,inoltre, ha sancito l ‘obbligo per le Regioni di dotarsi di un Piano Paesistico al fine di valorizzare le risorse ambientali.
I P.T.P. devono:
-Stabilire il rapporto fra aree libere e aree fabbricabili in ciascuna località soggetta a vincolo;
-dettare le istruzioni per la scelta della flora e la relativa distribuzione;
-dettare le norme per i vari tipi di costruzione (tipi edilizi) in relazione alle caratteristiche ambientali;
-prevedere la distribuzione dei fabbricati e i relativi allineamenti in modo da salvaguardare l ‘assetto panoramico esistente e, se possibile migliorarlo;
Attualmente la tutela ambientale spetta alle Regioni mentre prima era di competenza delle Sovrintendenze. Prima del trasferimento alle Regioni di alcuni poteri in materia di tutela ambientale, erano le Sovrintendenze incaricate dal Ministero a redigere e approvare i P.T.P.; Oggi il compito spetta alle Regioni.
Fino al 1985 hanno trovato scarsa applicazione: all'epoca erano soltanto 14 i P.T.P. in vigore divisibili in due gruppi: quelli che regolamentavano un contesto a prevalente componente naturale (Argentario, Portofino, Ancona-Portonovo, Terminillo) e quelli riguardanti un contesto caratterizzato da stratificazioni dovute all'azione dell'uomo (S. Ilario-Nervi, Versilia, Gabicce, Osimo, Assisi, Roma-Appia Antica, Sperlonga, Ischia, Procida). Sono stati redatti tutti nel tentativo di contenere le forti spinte alla trasformazione (cementificazione speculativa).
Il contenuto dei P.T.P.
I P.T.P. devono:
- stabilire le zone di rispetto del perimetro delle località soggette a vincolo paesaggistico e il rapporto tra le loro aree libere e le loro aree fabbricali;
- dettare le norme per i vari tipi di costruzioni in relazione alle caratteristiche dell'ambiente e prevederne la distribuzione in modo da salvaguardarlo e, in caso, migliorarlo;
- dettare le istruzioni per la scelta della flora e la relativa distribuzione.

Attualmente la tutela ambientale spetta alle Regioni, mentre prima era di competenza delle Sovrintendenze incaricate dal Ministero.

### Il Piano Regolatore Generale (P.R.G.)
Il P.R.G. è lo strumento fondamentale della disciplina urbanistica di un Comune, molti Comuni si riferiscono a questo strumento con il termine P.U.C (Piano Urbanistico Comunale). Esso ha le caratteristiche di un progetto di massima, che configura la futura sistemazione del territorio comunale e stabilisce le direttive e i vincoli necessari per attuarla tenuto conto delle condizioni ambientali e delle esigenze della popolazione.
Il P.R.G. ha per oggetto il territorio di un solo Comune (P.R.G.C.) o di più Comuni formanti una Comunità Montana assumendo il nome di Piano Regolatore Generale Intercomunale (P.R.G.I.).
L’attuale versione dei piani regolatori generali prende le mosse dalla l.n.2359/1865 la quale prevedeva solo piani di carattere vario senza modificazione d'uso del suolo e senza un criterio di organizzazione della città. L'insufficienza della legge manifestò presto i suoi limiti, specialmente nel caso di molte grandi città. Ciò determinò la necessità di leggi speciali che, caso per caso, rendessero possibile la formazione di Piani Regolatori. In seguito emerse la necessità di nuove disposizioni nazionali. Si pervenne così alla legge urbanistica n.1150/1942, tuttora vigente, anche se modificata ed integrata in alcune sue parti da successive disposizioni.
Tale legge conferiva al Comune il compito, sia della predisposizione, sia dell'attuazione, del P.R.G., ma la mancanza da parte dei Comuni di adeguati mezzi finanziari e tecnici, le difficoltà procedurali e gli scarsi strumenti d'intervento si sono rivelati dei forti ostacoli alla piena applicazione della legge.
Per tutti gli anni '50 e '60, fino alla entrata in vigore della l.n.765/1967, i Piani Regolatori furono attuati subordinando la costruzione degli edifici (riconosciuta come diritto inalienabile del cittadino) al rilascio delle licenze edilizie, mentre i piani di lottizzazione di iniziativa privata sostituivano di fatto i piani particolareggiati esecutivi di iniziativa pubblica.
Lo sviluppo urbanistico risultò governato per molti anni con finalità ben diverse da quelle previste dal legislatore nella legge del 1942.
Alla fine degli anni Sessanta, in coincidenza di un rinnovamento politico e culturale, vi fu un profondo ripensamento sulla natura e caratteristiche della pianificazione urbanistica. Il concetto di programmazione divenne centrale ed il Piano Regolatore rafforzò il significato di strumento di programmazione dello sviluppo locale.
L'efficacia del P.R.G. come strumento di pianificazione locale entra in crisi dalla seconda metà degli anni Ottanta, quando i problemi delle grandi infrastrutture (per le comunicazioni e i trasporti, per il terziario, per il tempo libero) assumono rilevanza tale da richiedere soluzioni di livello territoriale.
Nel 2005 la Regione Lombardia ha sostituito il Piano regolatore generale con il Piano di governo del territorio (abbreviato in PGT) come strumento di pianificazione urbanistica a livello comunale. Il PGT ha lo scopo di definire l'assetto dell'intero territorio comunale.

### Il Programma di Fabbricazione (P.d.F.)
Il P.d.F. è uno strumento più semplice del P.R.G. nei contenuti, negli effetti e nella procedura. Serve a sapere dove si può costruire, cioè la perimetrazione della possibile espansione del centro abitato, nei piccoli Comuni.
Il legislatore del 1942 si pose il problema di rendere obbligatorio il Piano Regolatore Generale per tutti i comuni. Per i Comuni più piccoli si decise di allegare al proprio Regolamento Edilizio un Programma di Fabbricazione con il fine di ordinare un minimo di pianificazione urbanistica. Tale programma fu istituito al fine di ancorare al territorio le norme del Regolamento Edilizio assicurandogli un riferimento spaziale, per assicurare all'abitato un minimo livello di disciplina edilizia e per differenziare spazialmente le tipologie edilizie. Trova applicazione all'interno dei limiti comunali e risulta obbligatorio per tutti quelli sprovvisti di P.R.G. Il Programma di Fabbricazione fu concepito come una versione semplificata per i Comuni esclusi dall'obbligo di dotazione del P.R.G.
All'interno di tale programma si determina la zonizzazione del territorio comunale e vengono definiti i diversi tipi di costruzioni edilizie. Il Programma di Fabbricazione non ha il potere di stabilire l'edificabilità dei suoli. Questa prescrizione si rivelò di difficile applicazione in quanto il P.d.F., per sua natura, non può prevedere vincoli di aree a fini pubblici. Esso infatti nasce come strumento di prima razionalizzazione del territorio comunale e presenta, quindi, una limitata efficacia operativa in quanto non di sua competenza la previsione della viabilità come invece avviene per il Piano Regolatore Generale.
Al P.d.F. non possono essere mosse osservazioni per cui il suo iter di formazione non fornisce garanzie di democraticità. Per questi motivi e per la sua manifesta inadeguatezza ad affrontare le complesse problematiche territoriali sempre più presenti anche nei piccoli centri, il P.d.F. è caduto in disuso ed escluso, in quasi tutte le regioni, dagli strumenti urbanistici generali.

### Il Piano Particolareggiato Esecutivo (P.P.E.)
Il P.P.E. è uno strumento di attuazione del P.R.G., previsto dalla legge n.1150/1942, utilizzato dal Comune
per mostrare ciò che può essere costruito su un determinato terreno. Tale legge dedica al P.P.E la sezione II (articoli 13 – 17) nella quale indica contenuti, procedura di formazione e approvazione, validità del piano. Esso , infatti, deve dare indicazioni riguardanti :
- la rete stradale
- i principali dati altimetrici
- le masse e le altezze delle costruzioni lungo le principali strade o piazze
- gli spazi riservati a opere e impianti d'interesse pubblico
- gli edifici destinati a demolizione e ricostruzione ovvero soggetti a restauro o a bonifica edilizia
- la suddivisione degli isolati in lotti fabbricabili
- gli elenchi catastali delle proprietà da espropriare o da vincolare
- le profondità delle zone laterali a opera pubbliche la cui occupazione serve ad integrare le finalità delle opere stesse e a soddisfare prevedibili esigenze future.

Il P.P.E. deve essere corredato da una relazione di previsione di massima delle spese occorrenti per l'acquisizione delle aree e per le sistemazioni necessarie per l'attuazione del piano.
Il P.P.E. è affiancato da una rappresentazione planivolumetrica molto dettagliata dell'ambiente circostante allo scopo di conciliare il rispetto delle norme dettate dal P.R.G. con una corretta composizione dei volumi e degli spazi liberi, in vista della fase successiva di progettazione degli edifici previsti.
L'iniziativa per l'approvazione del P.P.E. spetta al comune. Tuttavia la regione, qualora vi siano zone di particolare interesse da tutelare, può fissare un termine per la compilazione del P.P.E.
In sintesi la procedura di formazione e approvazione può essere la seguente:
- compilazione del P.P.E. da parte del Comune;
- adozione del P.P.E. con apposita delibera del consiglio Comunale;
- deposito del P.P.E. presso la Segreteria Comunale per 30 giorni consecutivi durante i quali se ne può prendere visione e nei successivi 30 presentare osservazioni e opposizioni ad esso.

Accanto alle osservazioni la legge consente vere e proprie “opposizioni” al P.P.E. da parte dei proprietari degli immobili compresi nel piano. Sulle osservazioni è chiamato ad esprimersi il Consiglio Comunale mentre le opposizioni devono essere decise con il decreto regionale di approvazione;
- approvazione del P.P.E. da parte della Regione mediante decreto la cui data di approvazione rappresenta quella di entrata in vigore del piano;
- notifica del decreto di approvazione a ciascun proprietario degli immobili vincolati dal P.P.E.

A decorrere dalla data di approvazione del P.P.E. da parte del Consiglio Comunale si applicano obbligatoriamente le misure di salvaguardia previste dalla l.n.1902/1952.
L'approvazione del P.P.E. equivale a dichiarazione di pubblica utilità delle opere in esso previste, per cui gli immobili necessari per la realizzazione dei servizi e di impianti pubblici previsti dal piano possono essere sottoposti a procedimenti di esproprio. Ad approvazione avvenuta il P.P.E. può essere impugnato ricorrendo al T.A.R.
Nei termini di validità del P.P.E. (fissata in 10 anni) il Comune può procedere alla formazione di “comparti edificatori” a norma dell'art.23 della L.n. 1150/42. La formazione del comparto consente al Sindaco di invitare i proprietari degli immobili compresi nel comparto a dichiarare, entro un dato termine, la propria disponibilità a procedere alle trasformazioni stabilite dal P.P.E. da soli o riuniti in consorzio. Il consorzio è valido se vi aderiscono almeno i proprietari di 3/4 del valore del comparto in base all'imponibile catastale, e gli stessi possono conseguire la disponibilità di tutto il comparto mediante l'espropriazione delle costruzioni dei proprietari non aderenti.
L'istituto del comparto non ha avuto larga applicazione per la mancata emanazione del regolamento di attuazione della legge n. 1150/1942; tuttavia nelle legislazioni regionali esso è stato riproposto con lo scopo di agevolare l'attuazione dei P.P.E.

### Il Piano Esecutivo Convenzionato (P.E.C.)
Il P.E.C. è la versione aggiornata del Piano di Lottizzazione Convenzionato. Esso viene proposto dai privati in presenza di un Piano Regolatore Generale o di Programma di Fabbricazione vigenti, in attuazione degli stessi. Si differenzia dal P.P.E. per i seguenti motivi:
- la diversa figura del promotore (un privato anziché la pubblica amministrazione);
- il non poter imporre limitazioni efficaci nei confronti di chiunque da cui origini il potere di espropriare gli immobili necessari per le sistemazioni urbanistiche in esso previste.
- i P.E.C possono essere di libera iniziativa o obbligatori quando espressamente previsti dal P.R.G.

Gli elementi fondamentali di un P.E.C. sono
-La convenzione fra Comune e privati che prevede:
1. la cessione gratuita, entro termini prestabiliti, delle aree necessarie per le opere di urbanizzazione primaria;
2. la cessione gratuita necessarie per le opere di urbanizzazione secondaria la cui dimensione deve rispettare almeno i minimi standard di legge (art. 3 D.M. n. 1444/1968); in determinate situazioni la cessione delle aree può essere sostituita dal pagamento al Comune di una somma corrispondente al valore delle stesse;
3. l'assunzione a carico dei proprietari degli oneri relativi alle opere di urbanizzazione primaria, alla parte di opere di urbanizzazione secondaria relative al P.E.C. e a quelle opere che siano necessarie per allacciare la zona ai pubblici servizi (è facoltà dei privati di realizzare in proprio parte di dette opere a scomputo dell'importo da corrispondere al Comune);
4. termine non superiore a 10 anni entro il quale deve essere ultimata l ‘esecuzione delle opere inerenti all'urbanizzazione
5. congrue garanzie finanziarie per gli obblighi derivanti al privato per effetto della stipula della convenzione;

-la verifica degli standard urbanistici stabiliti dal P.R.G. (ad es. gli abitanti se si tratta di insediamento residenziale) calcolata secondo le prescrizioni dello strumento urbanistico;
-il rispetto dei parametri edificatori stabiliti dal P.R.G. (densità edilizia, rapporto di copertura, distacco dai confini, altezza, ecc.);
-la traduzione grafica delle scelte urbanistiche riguardanti la viabilità interna, l'ubicazione dei fabbricati, la sistemazione delle attrezzature pubbliche e l ‘ estensione dei lotti da edificare.
I P.E.C. sono approvati dal Comune con delibera della Giunta comunale. Le destinazione d'uso delle aree e dei fabbricati fissate dal P.E.C. hanno efficacia nei confronti di chiunque. Va tenuto presente che in presenza di un P.E.C. approvato bisogna, comunque, chiedere la concessione edilizia per attuare gli interventi in esso previsti e si ha l'obbligo di attendere il rilascio della stessa prima di dare inizio ai lavori.
In particolari situazioni il Sindaco può invitare i proprietari di aree fabbricabili assoggettate a P.E.C. a presentare un progetto di Piano Esecutivo; in questo caso si avrà un Piano Esecutivo Convenzionato Obbligatorio.

### I Piani di zona per l'Edilizia Economica e Popolare (P.E.E.P.)
Istituiti dalla legge 18-4-1962 n.167, Disposizioni per favorire l'acquisizione di aree fabbricabili per l'edilizia economica e popolare, modificata poi con altre leggi, assicurano ai Comuni la disponibilità di aree per interventi di edilizia abitativa a basso costo, in base a progetti ben definiti. L'estensione di queste aree non può essere inferiore al 40% né superiore al 70% di quella necessaria a soddisfare il fabbisogno complessivo di edilizia abitativa di un decennio.

### Il Piano per Insediamenti Produttivi (P.I.P.)
Il P.I.P. ha lo scopo di organizzare nuovi insediamenti produttivi e delimitarne il territorio interessato, ristrutturare quelli già esistenti, organizzare la viabilità, programmare i tempi di attuazione del Piano e prevedere la spesa occorrente. La loro formazione spetta al Comune, con precedente autorizzazione della Regione.

## Il Piano di Recupero del patrimonio edilizio esistente (P. di R.)
Il P. di R. è uno strumento di attuazione del Piano Regolatore Generale, simile al P.P.E., ma più dettagliato nei contenuti e nelle tipologie di intervento, definite ai sensi della legge 457/78 (art. 31 e 32).
In particolare è inerente alla "manutenzione ordinaria e straordinaria" alla "ristrutturazione urbanistica ed edilizia" e al " restauro e risanamento conservativo" di unità immobiliari, complessi edilizi ed aree ricadenti all'interno delle 'zone di Recupero', ovvero aree degradate, opportunamente previste nel PRG.
Tale piano attuativo ha lo scopo di recuperarle dal punto di vista socio-economico, civile ed ambientale. 
Il piano solitamente è di iniziativa privata e pertanto viene attuato dai singoli proprietari (alle volte anche dalle cooperative edilizie e dai Comuni), previa adozione e approvazione del Consiglio Comunale. L'approvazione è subordinata ad una 'convenzione' tra sindaco e privato. 
Il P.di R. stabilisce anche gli ambiti di intervento destinati al Comune e i casi in cui esso può sostituirsi a privati inadempimenti.
Esso si articola in Unità Minime di Intervento (UMI), ovvero insiemi di immobili o edifici, comprese le aree di sedime, singole assoggettabili a progettazioni unitarie e contestuali.
Alle volte il piano può anche prendere le sembianze di un progetto architettonico relativo a strutture ed edifici di interesse storico, artistico e ambientale, definendo nel dettaglio gli interventi di recupero del patrimonio edilizio esistente.

### Case a 1 euro
Alcuni comuni, per il recupero di fabbricati fatiscenti, propongono in acquisto case al prezzo simbolico di un euro .

## Il Piano di Rischio Aeroportuale (P.R.A.)
Nei comuni su cui insistono gli aeroporti e le relative direzioni di atterraggio e decollo, la normativa statale italiana riguardante il settore della navigazione aerea prescrive l’adozione di piani finalizzati a limitare i danni causati da eventuali incidenti aerei, mediante il controllo di elementi presenti nel territorio potenzialmente in grado di amplificare il rischio. In particolare, la disciplina aeronautica di cui alla seconda parte del Codice della navigazione italiano (R.D. n.30/1942 e s.m.i.) prevede, al libro I titolo III capo III, limitazioni alle proprietà private ubicate nelle aree limitrofe agli scali aeroportuali aperti al traffico civile. In ossequio a tale disciplina, i comuni territorialmente competenti debbono adottare appositi Piani di rischio aeroportuale, il cui ambito urbano di applicazione è in funzione delle direzioni di decollo e atterraggio, delle caratteristiche della pista di volo e della tipologia di aeromobili che possono operare nell'aeroporto.

## La posizione dell'Unione Europea e dei Paesi membri
I metodi suggeriti e richiesti dall'Unione europea, soprattutto tramite i Programmi e gli strumenti dei cosiddetti Fondi strutturali (ciclo 2000-2006 e 2007-2013), tesi al miglioramento della pianificazione del territorio delle regioni UE, sembrano essere di sprono alla riorganizzazione e/o riqualificazione anche di questo settore. Dal 2013 i paesi UE sono diventati 28, ed ognuno di questi possiede una pianificazione del territorio che spesso si differenzia. La UE indicando come procedere nella pianificazione del territorio di certe regioni, ossia richiedendo gli stessi metodi, tramite specifiche Direttive e Regolamenti, sta ottenendo il risultato di riunificare il settore della Pianificazione del territorio, ossia dell’Uso del suolo che storicamente riscontrava differenze tra i metodi assunti per esempio in Gran Bretagna, in Germania, in Francia o in Italia.

## Riferimenti Normativi
1. Legge 2359/85 del 25 giugno 1865 ("Espropriazioni per pubblica utilità").
2. Legge 1497/39 Art. 5, del 29 giugno 1939.
3. Legge 1150/42 Art. 28, del 17 agosto 1942 ("Legge urbanistica").
4. Legge 167/62 del 18 aprile 1962 (sull'edilizia economica e popolare).
5. Legge 865/72 Art. 27, del 22 ottobre 1972.
6. Legge 10/77 del 28 gennaio 1977.
7. D.P.R. 616/77 del 24 luglio 1977 (in S.O. alla G.U. 29 agosto 1977, n. 234).
8. Legge 457/78 del 5 agosto 1978.
9. Legge 431/85 dell'8 agosto 1985 (cd. "legge Galasso").
10. Legge 142/90 dell'8 giugno 1990.
11. D. Lgs. 490/99 del 29 ottobre 1999 ("Testo unico delle disposizioni legislative in materia di beni culturali e ambientali, a norma dell'articolo 1 della legge 8 ottobre, n. 352", pubblicato nella G.U. n. 302 27 dicembre 1999, S.O. n.229).
12. Codice della Navigazione (R.D. n.30/1942 e s.m.i.)